# Souroubea pilophora
Souroubea pilophora är en tvåhjärtbladig växtart som först beskrevs av José Jéronimo Triana och Planch., och fick sitt nu gällande namn av Max Carl Ludwig Wittmack. Souroubea pilophora ingår i släktet Souroubea och familjen Marcgraviaceae. Inga underarter finns listade i Catalogue of Life.